# Esquimals

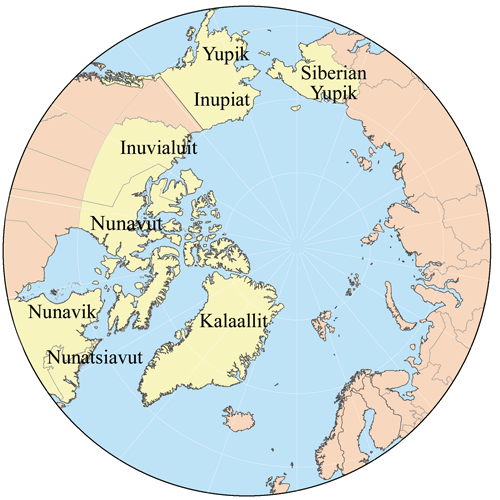
Mapa del Consell Circumpolar Inuit, que agrupa els diversos pobles èsquimos: els yupik (yupik i yupik siberians), i els inuit (iñupiat, inuvialuit, nunavut, nunavik, nunatsiavut i kalaallit).

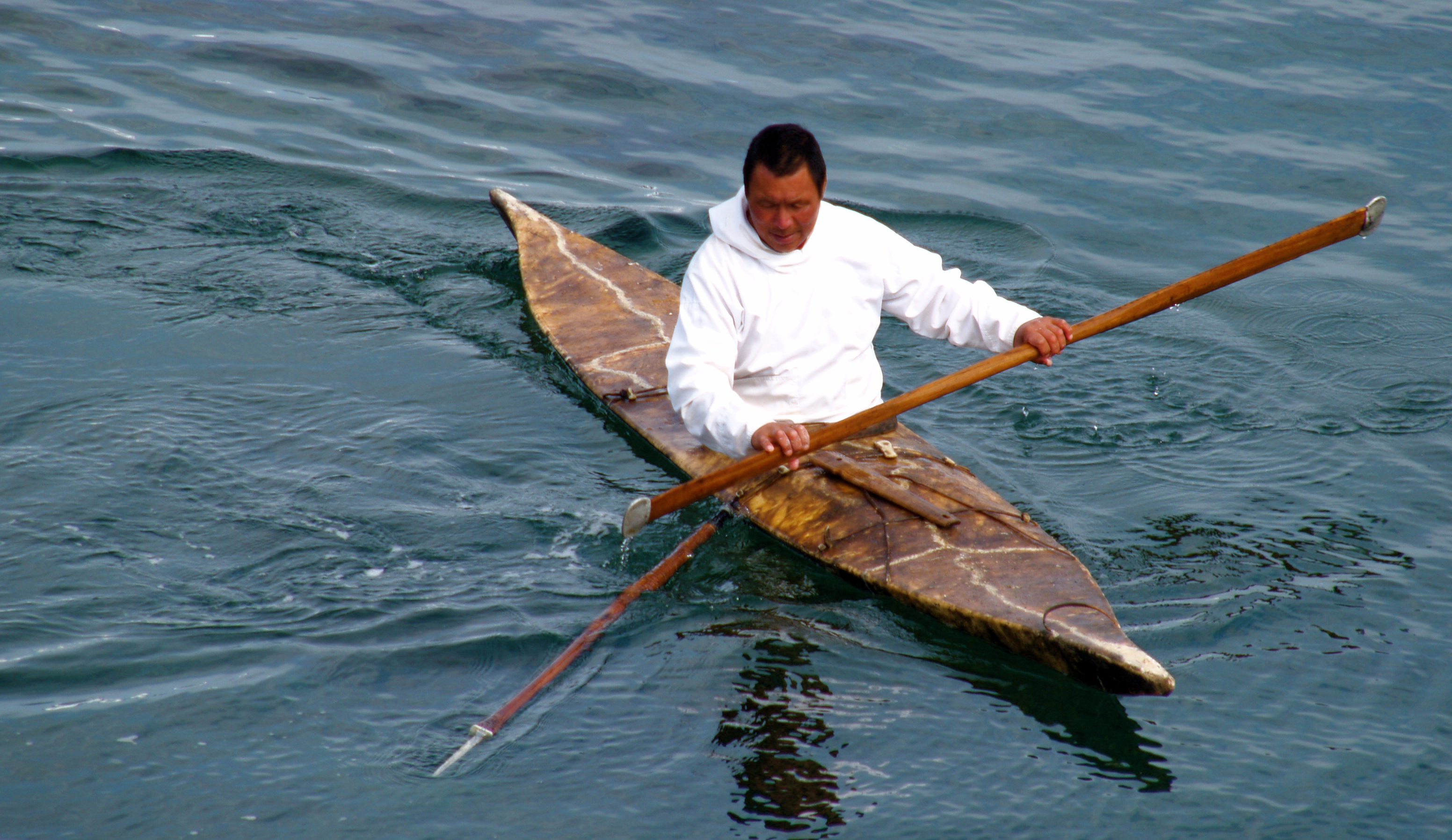
Un caçador de foques en el seu kayak.

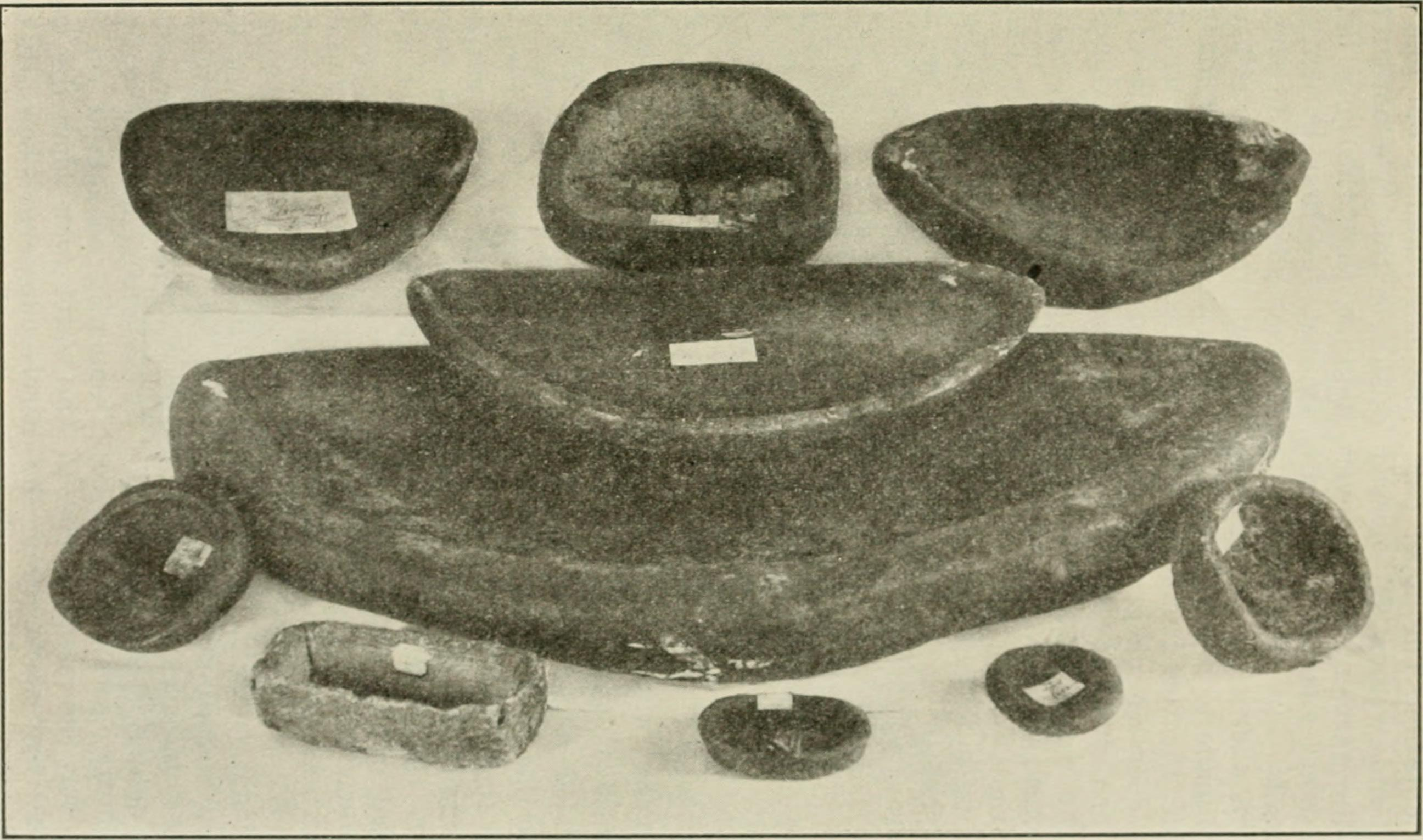
Kudliks: Llànties èsquimos d'oli de foca.

Els esquimals, èsquims o èsquimos (en anglès i en danès: Eskimo; en francès: Esquimaux; en rus: эскимосский) és la designació genèrica que s'aplica als diversos pobles indígenes de la regió circumpolar àrtica, des de la Sibèria oriental (Rússia), passant per Alaska (Estats Units) i el Canadà, fins a Grenlàndia (Dinamarca). Concretament, són els gairebé residuals yupik, els ja desapareguts sirenik i els majoritaris inuit, amb totes les seves subdivisions.
Avui en dia es considera ofensiu el terme esquimal i es tendeix a substituir-lo per inuit o yupik, segons escaigui.

## Etimologia
El terme èsquim (o èsquimo) prové del mot eskimo, passat pel terme francès més comú, esquimau (femení esquimau, de cops esquimaude, plural esquimaux). És atestat per la primera vegada el 1691 en la Nouvelle relation de la Gaspésie de Chrétien Le Clercq (sota l'ortografia eskimau, plural eskimaux), en què designa els « habitants des régions arctiques de l'Amérique ». La denominació podria venir d'un terme algonquí del s. XVII que significa ‘menjador de carn crua’, però aquesta hipòtesi és refusada per certs lingüistes, que fan valer que els primers exploradors europeus han obtingut el terme a partir d'un mot micmac que tindria relació amb les raquetes de neu, mentre que uns altres han proposat que significava ‘els locutors d'una llengua estrangera’. El terme ha estat popularitzat pels exploradors polar del s. XIX, notablement en les revistes de viatges tal com Le Tour du monde. Segons Barnum, el nom vindria del missioner jesuïta francès Charlevoix establit al Canadà al segle xvii. Els esquimòlegs han adoptat el terme eskimo, invariable en l'ortografia danesa, per a designar tradicionalment el grup lingüístic.
El terme esquimal és impropi, car té origen de resultes d'una interferència del francès: la «falsa» forma plural esquimaux (amb la -x final en comptes de -s, alineada sobre els mots patrimonials que majoritàriament fan els plurals en -x) va induir a imaginar un paral·lel entre francès i català amb aquest mot, com existeix entre els mots francesos en -al>-aux i els equivalents catalans en -al>-als.

## Denominació
El mot èsquim s'usa indegudament, especialment a Alaska, per a referir-se alhora als yupik i als iñupiat (que són del grup inuit). També es diu «nadius d'Alaska», si bé referit a tots els pobles indígenes d'Alaska, inclosos els diversos pobles indígenes de la costa del nord-oest del Pacífic i els dené (amerindis). S'han proposat noms alternatius a Alaska, com ara inuit–yupik, però sense gaire èxit.
En canvi, al Canadà i a Grenlàndia, aquesta denominació ha decaigut perquè es considera pejorativa i ofensiva, i ha estat substituïda en general per inuit. Però en un principi no ho era.
El 1977, la Conferència Circumpolar Inuit, reunida a Barrow (Alaska), adoptà oficialment el nom d'inuit per a tots els pobles èsquims, independentment de les diverses denominacions locals que es mantenen vigents. El govern canadenc va reaccionar substituint oficialment eskimo per inuit (inuk en singular). El cas és que el Consell Circumpolar Inuit, fins al dia d'avui, continua a emprar indistintament les dues denominacions inuit i eskimo en els seus documents oficials, de manera que el terme èsquim roman en ús.
Per la seva banda, els èsquims de Groenlàndia s'estimen més anomenar-se «grenlandesos».
És discutible, tanmateix, que es pugui aplicar un nom comuna als pobles yupik i inuit, ateses les grans diferències lingüístiques, ètniques i culturals que hi ha entre ells. Però s'ha provat: el Consell Circumpolar Inuit, que representa una població de 150.000 inuit i yupik de Groenlàndia, Canadà, Alaska i Sibèria, defineix els inuit com el conjunt dels «inupiat i yupik (Alaska), inuit i inuvialuit (Canadà), kalaallit (Groenlàndia) i yupik (Rússia)».
En lingüística, el terme èsquim defineix la branca principal de la família de llengües esquimoaleutianes.

## Història

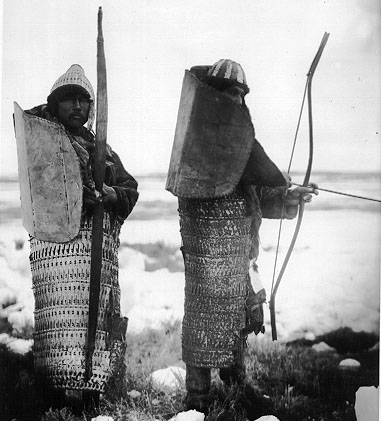
Yupik siberians amb armadura.

### Prehistòria
Hi ha constància de diverses cultures èsquimos prehistòriques a la zona àrtica, cap al 3000 aC, anteriors a l'aparició de la cultura Dorset. Sembla que van desenvolupar-se a Alaska a partir de poblacions arribades des d'Àsia pertanyents a la tradició d'eines petites de l'Àrtida, probablement entre el 3000 aC i el 1000 aC, és a dir, molt més tard que els pobles amerindis, que ja poblaven tot el continent americà. S'han trobat eines similars a Sibèria de fa uns 18.000 anys.
Les llengües i cultures yupik d'Alaska van evolucionar i després van emigrar de tornada a Sibèria, a l'inici de la cultura pre-Dorset. Cap al 2000 aC, es va diferenciar la cultura Unangan dels aleutians, que se sol considerar una cultura no èsquimo.
Aproximadament entre l'any 1 i el 500, aparentment al nord-oest d'Alaska, es van separar dues altres branques: la llengua inuit es va separar de la yupik i, al llarg de diversos segles, es va anar expandint pel nord d'Alaska i del Canadà fins a Groenlàndia. La cultura de Thule es va diferenciar i desenvolupar al nord-oest d'Alaska cap a l'any 1000, i força ràpidament va arribar a tota l'àrea dels pobles èsquimos, si bé no tots la van adoptar. El 1300 va saltar a Groenlàndia.

### Colonització europea
Entre el 1000 i el 1450 hi hagué una colònia europea a l'Illa de Baffin, potser més antiga que la dels vikings a Groenlàndia.
Els avantpassats dels inuits groenlandesos van arribar a la zona colonitzada pels vikings, a la costa oest, cap a l'any 1200, procedents del nord-oest de l'illa. Després s'hi van quedar com a únics habitants de tot Groenlàndia, durant diversos segles, quan les colònies noruegues es van extingir per no poder resistir el clima. Durant aquest temps, tanmateix, el Regne de Dinamarca i Noruega, potser perquè es creia que els colons noruecs havien sobreviscut, va seguir reclamant la sobirania de Groenlàndia. El 1721, va arribar una expedició de missioners cristians danesos que, en no trobar cap descendent dels vikings, es van dedicar a evangelitzar els inuit. A partir d'aquí, Dinamarca-Noruega va imposar el seu domini econòmic i polític sobre Groenlàndia.
Tanmateix, el veritable inici dels contactes entre els pobles inuit i Europa es deu a les expedicions que cercaven l'anomenat Pas del Nord-oest, començant el 1576.

### Guerra i postguerra
Durant la Segona Guerra Mundial, quan Alemanya invadí Dinamarca, els groenlandesos van quedar aïllats i van estrènyer llaços amb els Estats Units i el Canadà. Després de la guerra, Dinamarca recuperà el control sobre Groenlàndia, i el 1953 va promoure la colònia a l'estatus de província danesa, cosa que significa la seva annexió.
Durant la Guerra Freda, el govern del Canadà va deportar molts inuits del Quebec i del Territori del Nord-oest a les illes Cornwallis i Ellesmere, a l'oceà Àrtic. L'objectiu era assegurar la sobirania sobre els territoris més septentrionals del país abans no hi posés l'ull la Unió Soviètica. El primer grup va arribar l'any 1953, amb promeses d'habitatges i caça abundant, però els deportats no es van trobar ni una cosa ni l'altra. També es van haver d'enfrontar a setmanes de foscor durant l'hivern, i amb llum solar les 24 hores durant l'estiu, coses que no havien vist mai al nord del Quebec. Se'ls havia dit que podrien tornar al cap d'un any, si ho desitjaven, però totes les promeses foren oblidades. Al final, els inuit deportats van saber controlar les rutes migratòries de la beluga i foren capaços de sobreviure a la zona caçant-la.
El 1993, el govern canadenc va fer que la Comissió Reial per als Pobles Aborígens investigués el programa de deportació. Es van pagar 10 milions de dòlars canadencs als supervivents i als seus descendents, però encara no s'ha demanat perdó. Sense formació ni motivació, actualment aquests inuit depenen principalment dels ajuts del govern.

### Processos d'emancipació nacional

#### Groenlàndia

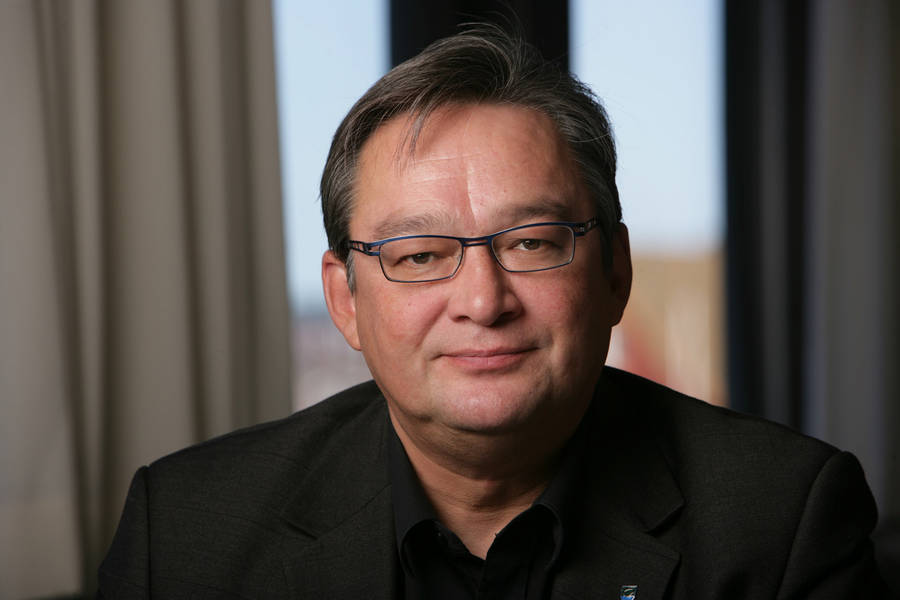
Kuupik Kleist, Primer Ministre de Groenlàndia, mig inuit, mig danès.

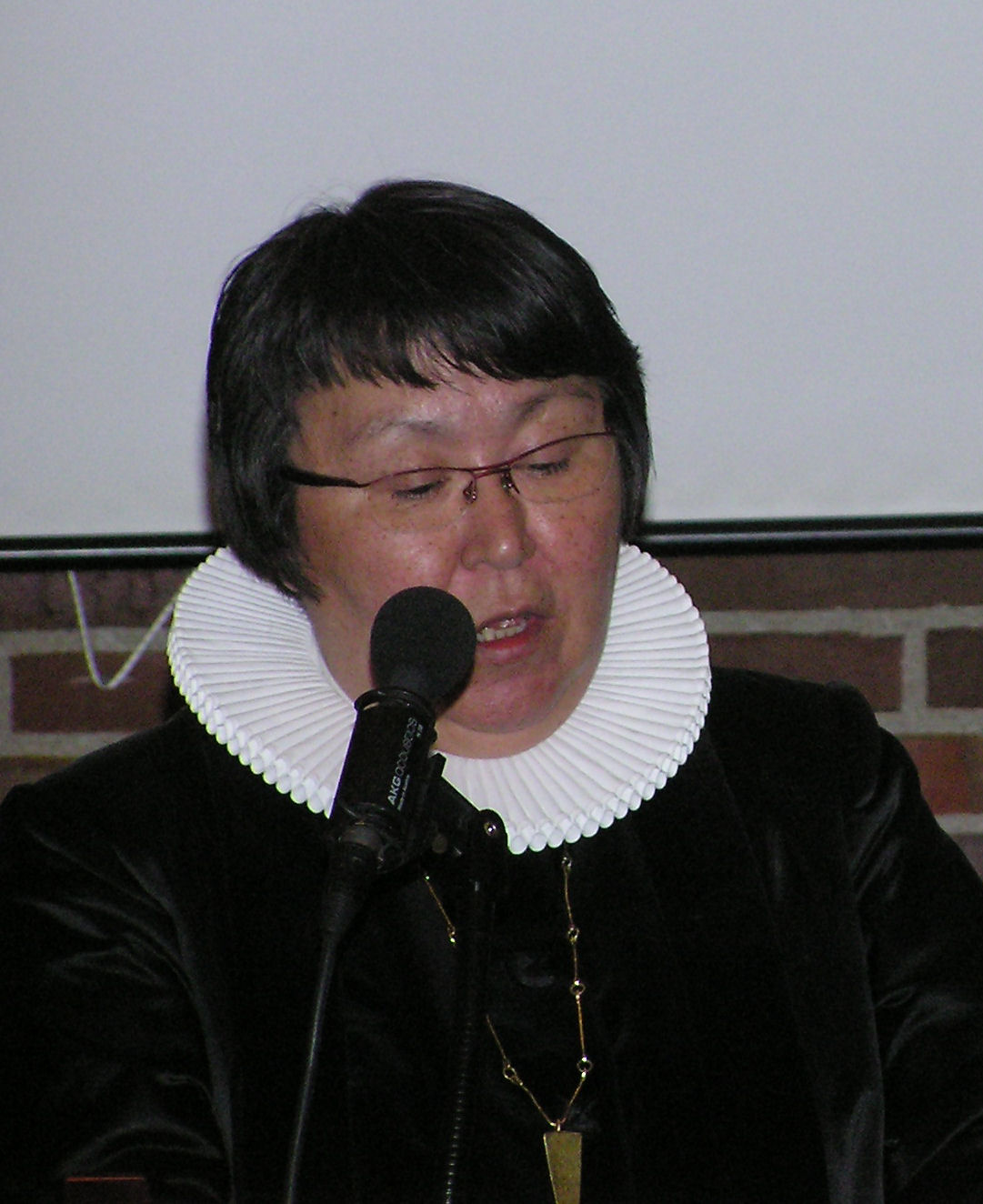
Sofie Petersen, primera bisbe inuit de l'Església luterana.

Des del 1979, Groenlàndia gaudeix d'autonomia dins del regne de Dinamarca, i el 1985, decidí abandonar la Unió Europea, amb el consentiment de Dinamarca. Actualment hi segueix circulant la corona danesa, malgrat que la metròpoli s'hagi integrat a la Zona Euro.

#### Nunavut
Des dels anys 1960, es discutia al Canadà sobre la conveniència de repartir el Territori del Nord-oest entre els inuit i els amerindis, amb opinions a favor i en contra, inicialment per administrar millor el territori en funció dels seus grups ètnics, i en part per mirar de satisfer les reclamacions territorials dels inuits. Finalment, el 14 d'abril del 1982, un referèndum dins el territori va donar una majoria de vots a favor de la divisió, i el govern federal va consentir set mesos més tard. La llei constitucional canadenca del 1982 reconegué els inuit com un grup diferenciat dels «pobles aborígens del Canadà». Però només era un primer pas. El setembre del 1992, es va guanyar un nou referèndum dins el territori inuit per gairebé un 85% de vots a favor de la creació de Nunavut com a nou territori federal. El 9 de juliol del 1993, el Parlament canadenc aprovà la llei que reconeixia el dret dels inuit a un territori i la llei de creació de Nunavut, cosa que es feu efectiva des de l'1 d'abril del 1999.

#### Nunavik
En canvi, a Nunavik, la regió inuit del nord del Quebec, les coses han anat diferent. Les negociacions per l'autonomia i per les reclamacions territorials s'iniciaren els anys 2000. La capital del nou territori havia de ser Kuujjuaq. Tanmateix, un referèndum el 2011 ha donat un 70% de vots contraris a crear el nou territori autònom de Nunavik.

#### Nunatsiavut
Els inuit de Terranova i Labrador reclamen el territori de Nunatsiavut, que ha estat reconegut oficialment a la constitució de la província el 2002, tot i que només amb la meitat del seu territori teòric.

#### Nunatukavut
Nunatukavut és el territori pretès, i encara no reconegut, per una comunitat de 6.000 mestissos inuit al sud del Labrador. Inicialment, es consideraven d'ètnia métis, però des del 2010 es reivindiquen com a autèntics inuit, i reclamen el seu territori.

## Diversitat lingüística i ètnica

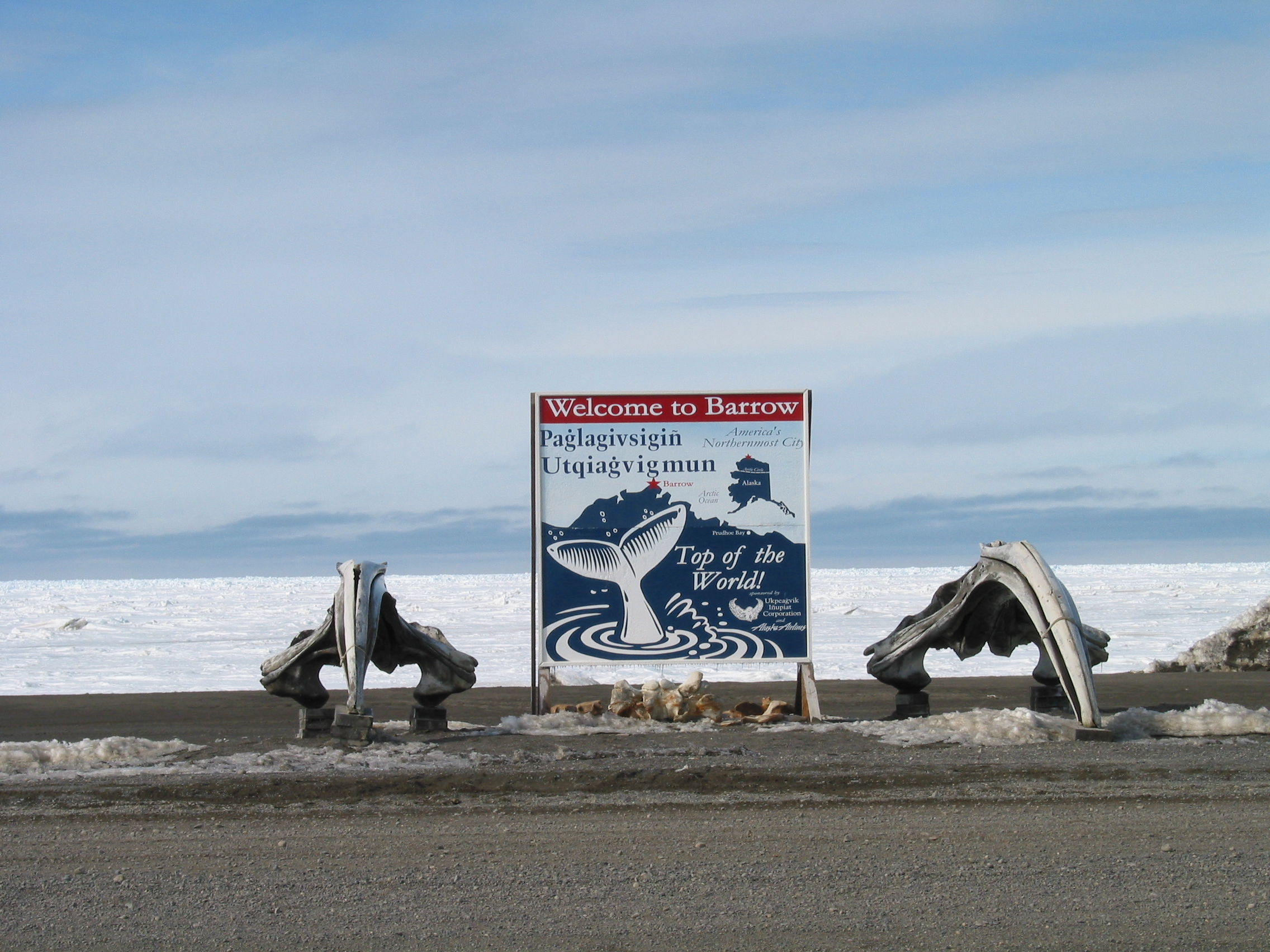
El mateix missatge en anglès (Welcome to Barrow) i en iñupiaq (Paġlagivsigiñ Utqiaġvigmun), a Barrow (Alaska).

La família de les llengües esquimoaleutianes comprèn dues branques principals emparentades entre si: la de la llengua aleutiana, parlada a les illes Aleutianes per unes 500 persones, i la de les llengües èsquims pròpies. Al seu torn, aquesta branca o subgrup comprèn les llengües yupik, parlades per un total de 12.500 persones a Alaska central i a Sibèria, i les llengües inuit de Groenlàndia i del nord d'Alaska i del Canadà, que sumen més de 85.000 parlants. A més, el sirenik, que es considera extingit actualment, sovint es considera la tercera branca de la família esquimoaleutiana, però potser és més aviat un subgrup de la branca yupik.

### Els pobles yupik
Els yupik són diversos pobles que viuen a les costes de la Península de Txukotka (Okrug autònom de Txukotka, a l'extrem est de Sibèria, Rússia), i de l'oest i el sud d'Alaska, així com a l'interior d'aquest estat (Estats Units d'Amèrica). L'economia dels yupik ha estat fortament relacionada tradicionalment amb la pesca de mamífers marins, especialment de la foca, la morsa i la balena.
- Les quatre llengües yupik (alutiiq o sugpiaq, 400 parlants; yupik d'Alaska central, 10.000; naukan o naukanski, 700; i yupik siberià, 1.400) són sistemes lingüístics amb prou diferències fonètiques, morfològiques i lèxiques entre ells per permetre'n la consideració de llengües diferenciades, i no mers dialectes. El resultat és que els seus parlants respectius gairebé no poden entendre's els uns als altres.[35] A més, tant l'alutiiq com el yupik central pateixen una considerable diversitat dialectal interna, i les diferències entre una llengua i l'altra són prou grans, tot i trobar-se geogràficament molt properes.[36] Les llengües yupik més septentrionals, el yupik siberià i el naukanski, només són una mica més properes a l'inuit de com ho és l'alutiiq, la llengua yupik més meridional. Tot i que les llengües yupik i inuit tenen estructures gramaticals similars, difereixen en canvi molt en la pronunciació. També les diferències de vocabulari entre l'inuit i qualsevol de les quatre llengües yupik són més grans que les existents entre aquestes.[36]

#### Els naukan
Els naukan foren reubicats per les autoritats soviètiques el 1958 a la població de Lorino, a la costa de la Península de Txukotka, on uns 70 dels 400 residents encara parlen naukanski. La resta s'han passat a la llengua txuktxi.

#### Els yupik siberians
Els yupik siberians es troben al llarg de la costa del mar de Bering a la Península de Txukotka i també a la propera Illa de Sant Llorenç, pertanyent a Alaska. A tots dos territoris es parla essencialment la mateixa llengua, però mentre la pràctica totalitat dels 1.100 yupik siberians d'Alaska la parlen, i es troba ben viva entre els nens de l'Illa de Sant Llorenç, en canvi a Sibèria només són un terç dels 900 residents, i ja s'ha perdut com a primera llengua dels nens.

#### Els alutiiq

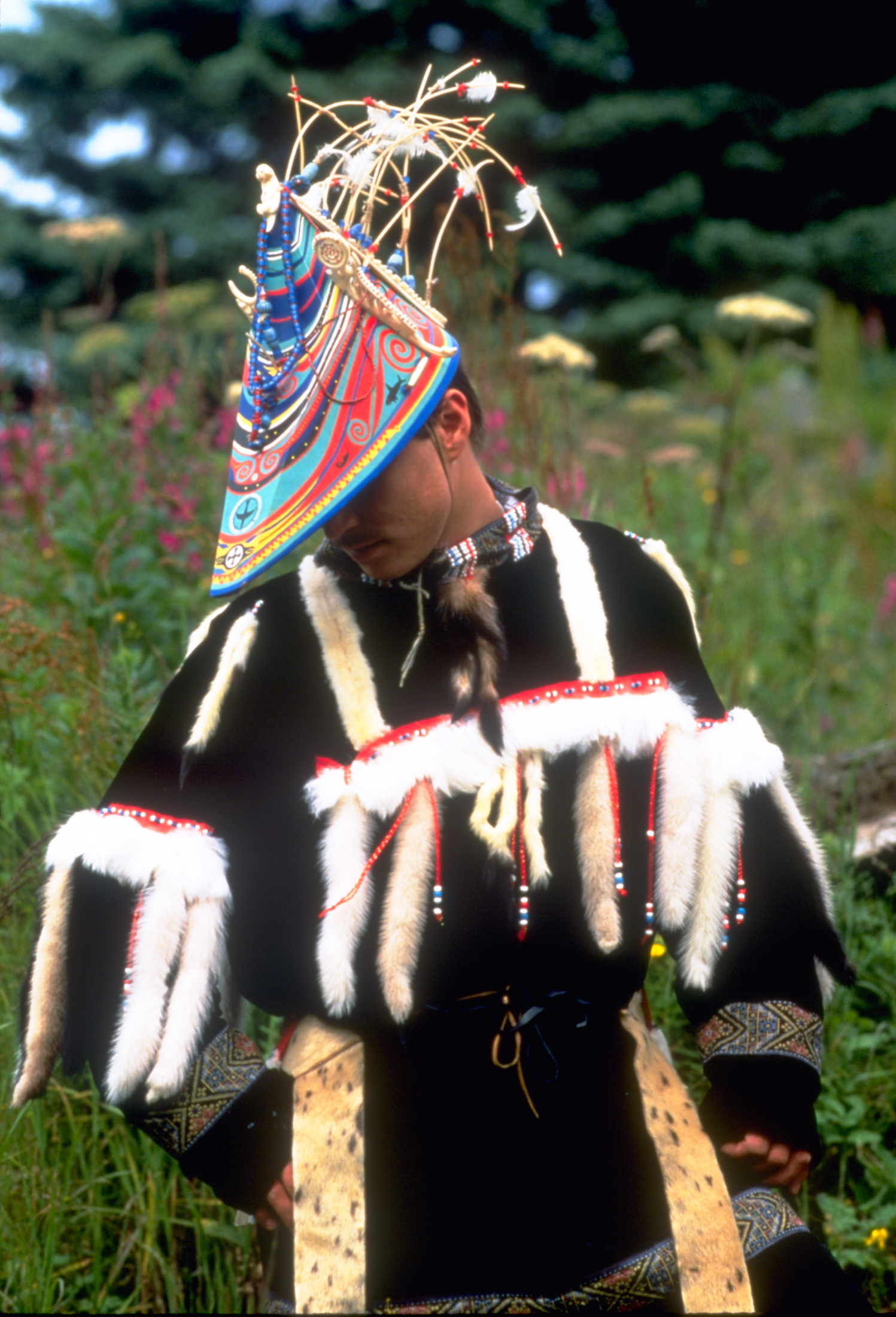
Dansaire alutiiq en un festival cultural.

Els alutiiq, anomenats també yupik del Pacífic o sugpiaq, són la branca més meridional dels yupik, i no s'han de confondre amb els seus veïns aleutians, que viuen més cap al sud-oest, i també a les illes Aleutianes. Han viscut tradicionalment a la costa, subsistint principalment dels recursos del mar, com el salmó, l'halibut i la balena, i també dels de la terra, com ara les baies i els mamífers terrestres. Actualment viuen de la pesca, integrats plenament a l'economia moderna, però mantenint alhora els valors d'una cultura de subsistència.
La llengua alutiiq té dos dialectes principals: el koniag, parlat a la Península d'Alaska i a l'Illa Kodiak, i el chugach, parlat al sud de la Península de Kenai i a les costes de l'Estret del Príncep Guillem. Els alutiiq són uns 3.000, però els parlants de la llengua avui no arriben als mil. Tot i així, s'estan fent esforços per revitalitzar-la.

#### Els yupik d'Alaska central
La denominació yup'ik, amb apòstrof, es refereix als yupik d'Alaska central, instal·lats a l'oest i al sud-oest d'Alaska, des del sud del Golf de Norton fins al nord de la Badia de Bristol, al Delta del Yukon i el Kuskokwim i a l'Illa Nelson. L'apòstrof indica el so llarg de la p, però de fet també es pronuncia així en altres llengües yupik. Aquesta llengua és la que té més parlants de totes les llengües indígenes d'Alaska, uns 10.000, d'una població total de 21.000 persones. Es distingeixen cinc dialectes: la forma estàndard, l'egegik, el del Golf de Norton, el de la Badia de Hooper-Chevak i el nunivak.

### Els pobles inuit

Distribució dels dialectes inuit.

Els diversos pobles inuit viuen a les costes àrtica i del nord del Mar de Bering, a Alaska (Estats Units), a les costes àrtiques del Territori del Nord-oest, de Nunavut, de Quebec i de Labrador (Canadà), i a les costes de Groenlàndia (Dinamarca). Fins fa ben poc, hi ha hagut una gran homogeneïtat cultural en tota aquesta zona, basada tradicionalment en la pesca de peix i de mamífers marins, i en la caça de mamífers terrestres per tal d'alimentar-se, escalfar-se, il·luminar-se, vestir-se i fabricar les seves eines.
- A diferència del grup yupik, la llengua inuit, en canvi, està constituïda com un continu dialectal o cadena de dialectes escampats des del nord d'Alaska (a través del nord del Canadà) fins a Groenlàndia. De l'oest cap a l'est els dialectes van patint canvis successius que els van allunyant com més va més dels vestigis comuns amb el grup yupik (per exemple, kumlu, que és el 'dit polze', canvia a kuvlu, després a kublu, després a kulluk, i finalment a kulluq).[40] D'aquesta manera, els parlants de dos dialectes inuit veïns, en general, poden entendre's entre ells, però no així els que parlen dialectes molt allunyats geogràficament.[36][35] Aquests dialectes són, d'oest a est: l'inupiaq (al nord d'Alaska, 3.500 parlants), l'inuvialuktun (a l'oest del Canadà; juntament amb el siglitun, el natsilingmiutut, l'inuinnaqtun i l'uummarmiutun, només 765 parlants entre tots), l'inuktitut (a l'est del Canadà; juntament amb l'inuktun i l'inuinnaqtun, 30.000 parlants), el kalaallisut o groenlandès occidental (a Groenlàndia, 47.000 parlants; i els subdialectes avanersuarmiutut o groenlandès septentrional, a Thule, uns 1.000 parlants, i tunumiit oraasiat o tunumiisut o groenlandès oriental, 3.500 parlants).

#### Els iñupiat

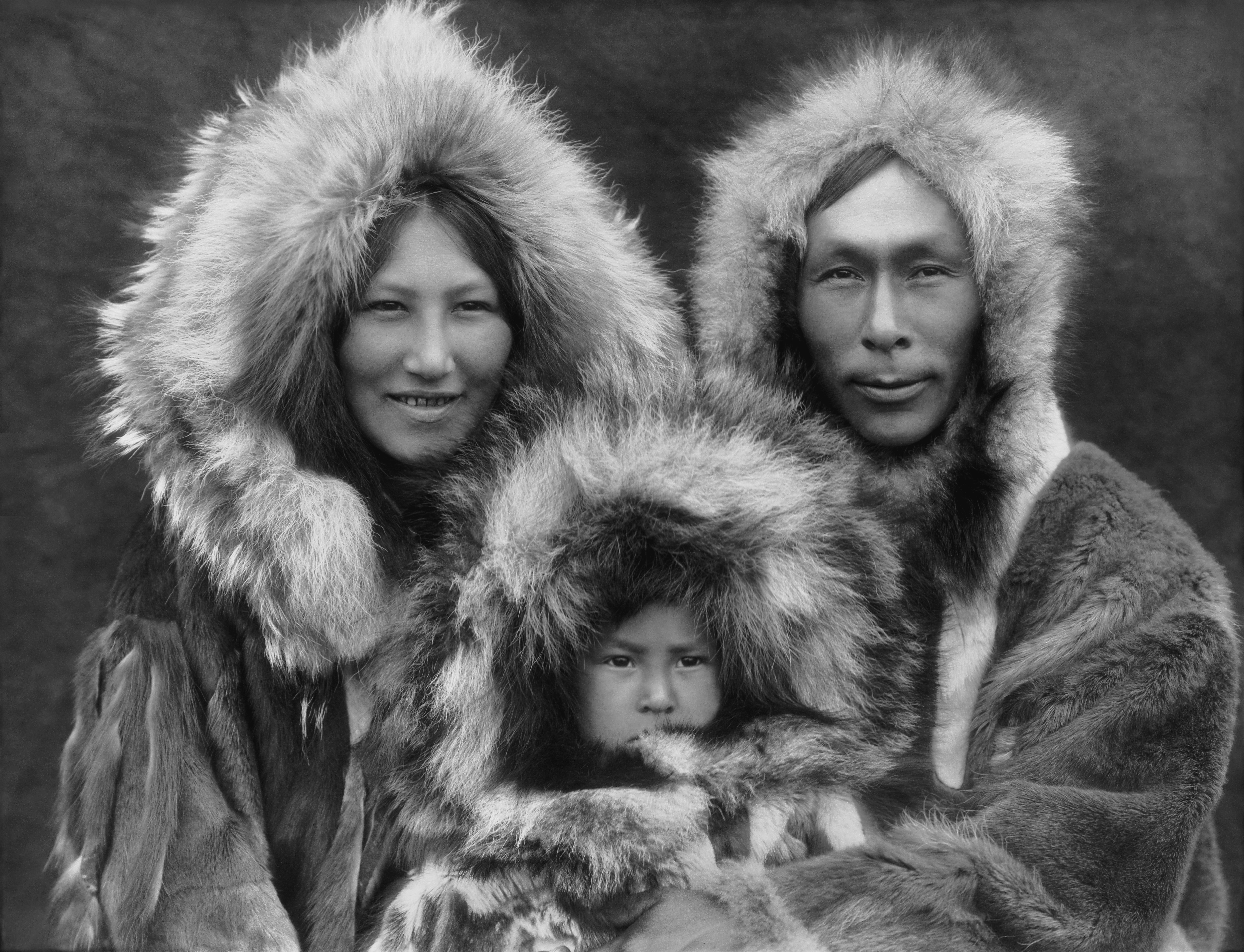
Família iñupiat de Noatak (Alaska), 1929.

Els iñupiat són els inuit de la costa àrtica d'Alaska i de la regió de l'estret de Bering, inclosa la península de Seward. Barrow, la ciutat més septentrional dels Estats Units, és en territori iñupiat. El dialecte que parlen els iñupiat s'anomena iñupiaq.

#### Els inuvialuit
Els inuvialuit viuen a la part més occidental de la costa àrtica del Canadà, des de la frontera d'Alaska, a l'est, fins al Golf d'Amundsen a l'oest, incloses les illes de l'Arxipèlag Àrtic Canadenc. Aquest territori fou delimitat pel govern federal l'any 1984 mitjançant l'«Acord Final Inuvialuit».

#### Els inuit del Canadà
Els inuit propis es reparteixen entre diverses entitats territorials del Canadà: 
- el territori de Nunavut,
- Nunavik, que és la part nord de la província de Quebec,
- Nunatsiavut i Nunatukavut, respectivament al nord i al sud de Labrador (ambdós a la província de Terranova i Labrador).

#### Els inuit de Groenlàndia
Els inuit groenlandesos són més del 89% de la població de Groenlàndia. Gaudeixen d'una autonomia molt àmplia, fins al punt que no pertanyen a la Unió Europea, a diferència de Dinamarca. Els inuit van migrar a Groenlàndia des de l'Arxipèlag Àrtic Canadenc, i pertanyen a tres grups principals: 
- Kalaallit de l'oest de Grenlàndia, que parlen kalaallisut.
- Tunumiit de l'est de Grenlàndia, que parlen tunumiisut.
- Inughuit del nord de Grenlàndia, o Regió Polar, que parlen inuktun.[18]

## Llegendes i errors comuns sobre els èsquims

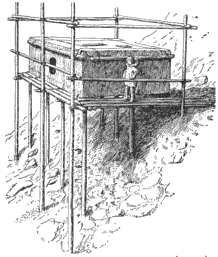
Casa d'estiu dels pescadors yupik d'Alaska.

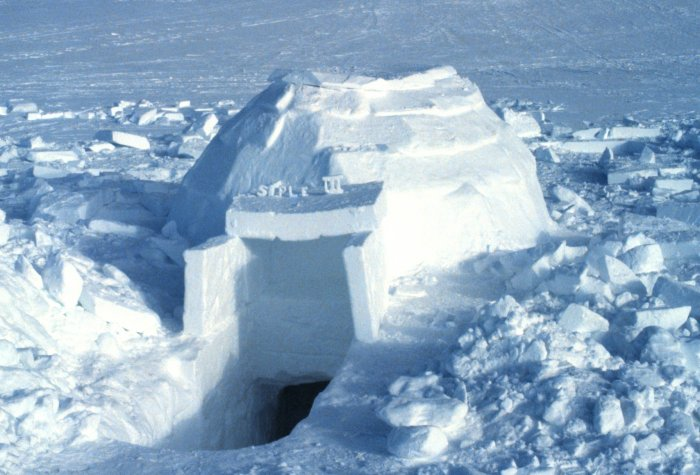
Un iglú.

Algunes de les llegendes -falses- més difoses sobre els èsquimos són:
- «El terme èsquim és ofensiu i cal substituir-lo per un altre».[43][15] Però s'ha pogut demostrar que no hi ha res d'ofensiu en els possibles orígens d'aquest mot.[44] Hi ha dues possibles etimologies, ambdues provinents de la llengua innu-aimun, una llengua algonquina de la costa atlàntica. La més acceptada actualment és que significaria ‘camina amb raquetes'.[45][2] El mot assime·w significa en aquesta llengua algonquina 'ella es lliga una raqueta’.[46][47] La segona proposta és que significaria ‘gent que parla una llengua diferent’.[48][49] El motiu que la denominació eskimo es comencés a considerar despectiva és la qüestionable però molt difosa percepció[45][48][49][50] que en les llengües algonquines vol dir ‘que mengen carn crua’.[2][51][52] De fet, en la llengua cree s'anomena els inuit askipiw, que vol dir ‘menja cru’.[51][53][54][55] El cas és que el 1977 la Conferència Circumpolar Inuit, reunida a Barrow (Alaska), adoptà oficialment la denominació inuit per a tots els èsquims, al marge de com s'anomenin a cada país, però el Consell Circumpolar Inuit, fins ara no ha deixat d'usar indistintament els mots inuit i eskimo als seus documents oficials.
- «Els èsquimos tenen milers de paraules per a la neu». En realitat, les llengües esquimoaleutianes tenen aproximadament el mateix nombre d'arrels diferents per a designar la neu com les pugui tenir, per exemple, qualsevol llengua europea, però l'estructura aglutinant d'aquestes llengües permet una quantitat gairebé infinita de combinacions de prefixos i sufixos amb cada una de les arrels disponibles. Per tant, l'arrel neu pot formar tantes paraules com qualsevol altra arrel.
- «Els èsquims viuen en iglús». El mot iglú vol dir simplement ‘casa’. La casa de neu o gel que identifiquem amb aquest poble es construïa com a refugi temporal durant la temporada de caça, a la fi de l'hivern i a la primavera. Representava un important recurs per a la supervivència emprant els materials que la natura posava a llur disposició. Actualment, se'n continuen a fer en situacions d'urgència, en demostracions folklòriques o per diversió, com a part del coneixement tradicional que es transmet de generació en generació.